# 李向东
李向东（1969年3月—），男，江苏建湖人，中国天体物理学家，现任南京大学天文与空间科学学院院长、教授，长江学者特聘教授，研究领域为X射线双星等。他参与制作的课程《宇宙简史》引起了广泛好评。

## 生平
1995年7月毕业于南京大学天文系，获理学博士学位，后留校任教。
2016年任九三学社南京大学第三届委员会主任委员。2018年当选为第十二届江苏省政协委员。
2018年起任南京大学天文与空间科学学院院长。